# Callitrichia cacuminata
Callitrichia cacuminata är en spindelart som beskrevs av Holm 1962. Callitrichia cacuminata ingår i släktet Callitrichia och familjen täckvävarspindlar. Inga underarter finns listade.